# ثكنة بهجت غانم
ثكنة بهجت غانم أو قاعدة بهجت غانم العسكرية (بالإنجليزية: Bahjat Ghanem military base)‏ هي قاعدة عسكرية تابعة للجيش اللبناني وتعد مقر القيادة الإقليمية الشمالية للجيش اللبناني في طرابلس. تأسست القاعدة العسكرية في 1946، بعد أشهر قليلة من تسليم قيادة الجيش اللبناني إلى لبنان من سلطات الانتداب الفرنسي، وبالتالي فهي تعتبر من أقدم القواعد العسكرية في البلاد.

## المهام
مهام القاعدة العسكرية تشمل:
- تأمين والدفاع عن الثكنات والمنشآت العسكرية للقيادة الإقليمية.
- الاستيلاء، بأمر من قيادة الجيش اللبناني، على مكان الألوية التي تنتشر داخل محيطها الإقليمي، من أجل أن تركز الكتائب على أهدافها التشغيلية.
- مساعدة المدنيين في حالة الكوارث والمشاركة في برامج التنمية المختلفة.

بالإضافة إلى ذلك، فإن القاعدة العسكرية لديها أيضا بعثات تشغيلية وتدريبية. تشمل المهام التشغيلية حفظ السلام وتعزيز قدرات الألوية والأفواج في المنطقة، وتنفيذ يوم تأهب شبه كامل والكشف عن جميع أنواع المتفجرات، بالإضافة إلى الإشراف على برامج التطوير، وتزويد وحدات الطوارئ خلال الأعياد الدينية الوطنية، وتقديم نظام اتصال للألوية والأفواج المنتشرة في المنطقة. تشمل مهام التدريب الإشراف على ميادين الرماية الموجودة في المنطقة (مع مراعاة الاحتياطات الأمنية)، وإجراء امتحانات بدنية سنوية للضباط والمرشحين للترقية بسبب فترات خدمتهم العسكرية الطويلة، وتقديم امتحانات أولية للمكاتب التعليمية والإشراف على الملاعب الرياضية العسكرية الموجودة في المنطقة.

## التجنيد
تأسس قسم التجنيد في 9 ديسمبر 1993. أهدافه الرئيسية الثلاثة هي:
- الإدارية، والتي تشمل استقبال المجندين الجدد وإعداد إجراءات التسجيل الخاصة بهم.
- التشغيلية، حيث يتم تنفيذ تحديد المواقع الدفاعية في المنطقة التي يتم فيها التجنيد.
- التنموية، والتي تشمل مهام مثل الإبلاغ عن الإصابات وإنقاذ والحفاظ على الآثار والغابات الأثرية.

## الشعار
يتكون شعار القيادة الإقليمية الشمالية من أشجار الأرز مع الجبال المغطاة بالثلوج، وقلعة طرابلس، وسيف في الوسط، بينما تحيط به ورقتين من نبات الغار والنقش باللغة العربية للاسم الكامل للقاعدة العسكرية.

## آنظر أيضا
- مدرسة التزلج والقتال في الجبال.
- أرز الرب.
- ثكنة يوسف رحمة.
- ثكنة محمد زغيب.